# Rushton Moreve
John Rushton Morey (6 de noviembre de 1948-1 de julio de 1981), más conocido como Rushton Moreve, fue un bajista estadounidense más conocido por su trabajo con la banda de rock Steppenwolf de 1967 a 1968 y de nuevo en 1978.  Según el cantante John Kay, Moreve era un bajista intuitivo con un estilo melódico que aportó un sonido no comercial a Steppenwolf, una técnica ejemplificada en el éxito que coescribió con Kay, "Magic Carpet Ride".

## Biografía

### Steppenwolf
La temprana influencia de Moreve fue esencial para crear el estilo musical único,  se unió a la banda en 1967, tras responder a un anuncio de "Se busca bajista" publicado en el Wallich's Music City de Vine y Sunset. Actuó en su álbum de debut, Steppenwolf, que estaba compuesto por versiones y canciones escritas por Kay.
Una de las canciones más populares de Steppenwolf fue "Magic Carpet Ride", una canción que evolucionó a partir de algo en lo que Moreve había estado trabajando: una simple pero pegadiza línea de bajo de tres notas. Mientras la banda grababa su segundo álbum, Moreve tocó su canción para la banda. A la banda le gustó. 
Los créditos de escritura de "Magic Carpet Ride" fueron asignados a John Kay y Rushton Moreve. Esta fue la única canción de Steppenwolf por la que Moreve recibió créditos de escritura, ya que su influencia fue mayor en la continuación. Se publicó en el álbum Steppenwolf the Second.

### Salida
Finalmente fue reemplazado por el ex bajista de The Sparrows, Nick St. Nicholas. Recibió su disco de oro por The Second cuando uno de sus productores lo reconoció en la calle años después.  En 1978, actuó con una nueva formación de Steppenwolf con el ex guitarrista de Steppenwolf Kent Henry, que tocó en el álbum For Ladies Only. Esta era una encarnación separada de la formación con Nick St. Nicholas. Moreve eventualmente dejó esta versión de Steppenwolf cuando él y Henry tuvieron una gran discusión.

### Fallecimiento
Moreve murió en 1981 a causa de las heridas sufridas en un accidente de coche en Sun Valley, Los Ángeles, California.